# Карбонат лантана(III)
Карбонат лантана(III) — неорганическое соединение, соль металла лантана и угольной кислоты с формулой La2(CO3)3, бесцветные кристаллы, не растворимые в воде, образует кристаллогидрат.

## Получение
- Обменными реакциями:

{\displaystyle {\mathsf {2La(NO_{3})_{3}+6NaHCO_{3}\ {\xrightarrow {}}\ La_{2}(CO_{3})_{3}\downarrow +6NaNO_{3}+3CO_{2}\uparrow +3H_{2}O}}}
- Пропускание углекислого газа через суспензию гидроксида лантана:

{\displaystyle {\mathsf {2La(OH)_{3}+3CO_{2}\ {\xrightarrow {}}\ La_{2}(CO_{3})_{3}\downarrow +3H_{2}O}}}

## Физические свойства
Карбонат лантана(III) образует бесцветные кристаллы.
Образует кристаллогидрат состава La2(CO3)3•8H2O.

## Химические свойства
- Кристаллогидрат разлагается при нагревании:

{\displaystyle {\mathsf {La_{2}(CO_{3})_{3}\cdot 8H_{2}O\ {\xrightarrow[{-H_{2}O,-CO_{2}}]{350-550^{o}C}}\ La_{2}O(CO_{3})_{2}\ {\xrightarrow[{-CO_{2}}]{800-905^{o}C}}\ La_{2}O_{2}CO_{3}}}}
{\displaystyle {\mathsf {La_{2}O_{2}CO_{3}\ {\xrightarrow[{-CO_{2}}]{1000^{o}C}}\ La_{2}O_{3}}}}
- С карбонатами щелочных металлов образует комплексные соли NaLa(CO3)2•6H2O, KLa(CO3)2•12H2O, NH4La(CO3)2.

## Применение
Карбонат лантана известен как препарат, имеющий название Fosrenol. Он используется при гиперфосфатемии для поглощения избытка фосфатов.